# Hohenbergia capitata
Hohenbergia capitata är en gräsväxtart som beskrevs av Schult. och Julius Hermann Schultes. Hohenbergia capitata ingår i släktet Hohenbergia och familjen Bromeliaceae. Inga underarter finns listade i Catalogue of Life.